# Eleição municipal de Caxias (Maranhão) em 2000
A eleição municipal de Caxias, cidade localizada no estado do Maranhão, ocorreu no dia 1º de outubro de 2000, com o objetivo de eleger o prefeito e os vereadores do município para o período de 2001 a 2004.
O prefeito titular era Ezíquio Barros Filho (PSC). A prefeita eleita foi Márcia Marinho (PFL).

## Resultado da eleição

### Primeiro turno
| Candidatos a prefeito | Número | Coligação                                    | Votação | Percentual |
| --------------------- | ------ | -------------------------------------------- | ------- | ---------- |
| Márcia Marinho PFL    | 25     | PFL, PV, PTB, PMN, PL, PSL, PMDB, PTdoB, PPB | 23.569  | 46,16%     |
| Humberto Coutinho PSD | 41     | PSD, PSDB                                    | 17.271  | 33,83%     |
| Júnior Martins PSC    | 20     | PSC, PDT, PTN, PSB, PSDC, PRTB, PPS          | 7.002   | 13,71%     |
| Marta Surama PT       | 13     | PT (sem coligação)                           | 3.214   | 6,30%      |